# Nati nel 1919/Febbraio
| Questa pagina contiene informazioni ricavate automaticamente dalle voci biografiche con l'ausilio del template Bio e di un bot. L'aggiornamento è periodico e automatico e ricostruisce completamente la pagina. Se manca una persona in questa lista, sei pregato di non aggiungerla, ma accertati piuttosto che la sua voce biografica contenga il template Bio e che i dati anagrafici siano correttamente compilati. Se il template Bio manca, inseriscilo tu stesso o, in alternativa, metti l'avviso {{tmp\|Bio}} che ne segnala la mancanza. Se i dati riportati sono sbagliati, correggi direttamente la voce biografica; le modifiche saranno visibili in questa lista entro pochi giorni. Per chiarimenti vedi il progetto biografie. La lista contiene solo le 114 persone che sono citate nell'enciclopedia e per le quali è stato implementato correttamente il template Bio. Pagina aggiornata al 18 lug 2025. |

- 1º febbraio - Andrea King, attrice statunitense († 2003)
- 1º febbraio - Ezio Ottaviani, politico italiano († 1986)
- 2 febbraio - Aldo Caron, scultore italiano († 2006)
- 2 febbraio - Carlo D'Angelo, attore e doppiatore italiano († 1973)
- 2 febbraio - Lisa Della Casa, soprano svizzero († 2012)
- 2 febbraio - Ferrante Rittatore Vonwiller, archeologo italiano († 1976)
- 2 febbraio - Tullia Zevi, giornalista e scrittrice italiana († 2011)
- 3 febbraio - Michele Carlotto, presbitero italiano († 2005)
- 4 febbraio - Pëtr Barbašëv, militare sovietico († 1942)
- 4 febbraio - Georg Bleher, militare tedesco († 2013)
- 4 febbraio - Paul Boudier, militare e aviatore francese († 2003)
- 4 febbraio - Guido Fantoni, lottatore italiano († 1974)
- 4 febbraio - Silvano Filippelli, politico e pubblicista italiano († 1977)
- 4 febbraio - Gavino Tolis, militare italiano († 1944)
- 4 febbraio - Janet Waldo, attrice e doppiatrice statunitense († 2016)
- 5 febbraio - Red Buttons, attore e doppiatore statunitense († 2006)
- 5 febbraio - Cornelia Fort, aviatrice statunitense († 1943)
- 5 febbraio - Tim Holt, attore statunitense († 1973)
- 5 febbraio - Andreas Papandreou, politico e economista greco († 1996)
- 5 febbraio - George Preddy, militare e aviatore statunitense († 1944)
- 5 febbraio - Anatolij Michajlovič Rybakov, regista cinematografico sovietico († 1962)
- 6 febbraio - Lee Huber, cestista statunitense († 2005)
- 6 febbraio - Gina Martini Fanoli, politica italiana († 1965)
- 6 febbraio - Tullio Pietrobono, politico italiano († 1993)
- 6 febbraio - Josef Stalder, ginnasta svizzero († 1991)
- 6 febbraio - Takashi Yanase, scrittore giapponese († 2013)
- 7 febbraio - Desmond Doss, militare statunitense († 2006)
- 7 febbraio - Jock Mahoney, attore e stuntman statunitense († 1989)
- 7 febbraio - Ilse Pausin, pattinatrice artistica su ghiaccio austriaca († 1999)
- 7 febbraio - Bahriye Üçok, teologa, politica e attivista turca († 1990)
- 8 febbraio - Marcella Balconi, psichiatra, partigiana e politica italiana († 1999)
- 8 febbraio - Michael Benthall, regista e direttore artistico britannico († 1974)
- 8 febbraio - Peter Berglar, storico tedesco († 1989)
- 8 febbraio - Leopold Neumer, calciatore austriaco († 1990)
- 8 febbraio - Achille Pesce, giornalista e politico italiano († 1978)
- 9 febbraio - John Abramovic, cestista statunitense († 2000)
- 9 febbraio - Giovanni Antorri, calciatore italiano
- 9 febbraio - Konrad Bauer, aviatore tedesco († 1990)
- 9 febbraio - Irene Stegun, matematica statunitense († 2008)
- 10 febbraio - Donald Dupree, bobbista statunitense († 1993)
- 10 febbraio - Eddie Johnson, pilota automobilistico statunitense († 1974)
- 10 febbraio - Kim Pyong-sik, politico nordcoreano († 1999)
- 10 febbraio - Ivan Magnani, fantino italiano († 2003)
- 10 febbraio - Bob Montgomery, pugile statunitense († 1998)
- 10 febbraio - Aleksandr Miseevič Volodin, sceneggiatore e regista sovietico († 2001)
- 11 febbraio - Ángel Acuña, cestista messicano († 1997)
- 11 febbraio - Alfredo Fogel, calciatore argentino († 1991)
- 11 febbraio - Gretchen Fraser, sciatrice alpina e allenatrice di sci alpino statunitense († 1994)
- 11 febbraio - Eva Gabor, attrice e doppiatrice ungherese († 1995)
- 12 febbraio - Jack Johnson, calciatore inglese († 1975)
- 12 febbraio - Gaetano Richelli, fotografo italiano († 2004)
- 12 febbraio - Adelmo Toffanetti, calciatore italiano († 1992)
- 12 febbraio - Forrest Tucker, attore statunitense († 1986)
- 12 febbraio - Ferruccio Valcareggi, calciatore e allenatore di calcio italiano († 2005)
- 13 febbraio - Enzio Cetrangolo, latinista, traduttore e poeta italiano († 1986)
- 13 febbraio - Tennessee Ernie Ford, cantante statunitense († 1991)
- 13 febbraio - William Nierenberg, fisico statunitense († 2000)
- 13 febbraio - Karl Plattner, pittore italiano († 1986)
- 14 febbraio - Valentino Gerratana, filosofo italiano († 2000)
- 14 febbraio - David Kyle, scrittore statunitense († 2016)
- 15 febbraio - Giacinto Froggio, politico italiano († 2002)
- 15 febbraio - Vico Polotto, baritono italiano († 1993)
- 16 febbraio - Renato Marchiaro, calciatore e partigiano italiano († 2017)
- 17 febbraio - Kathleen Freeman, attrice statunitense († 2001)
- 17 febbraio - Joe Hunt, tennista statunitense († 1945)
- 18 febbraio - David Berg, religioso statunitense († 1994)
- 18 febbraio - Amir-Abbas Hoveyda, economista e politico iraniano († 1979)
- 18 febbraio - Tony Kelly, cestista statunitense († 1987)
- 18 febbraio - Carlo Marchetto, aviatore e militare italiano († 1941)
- 18 febbraio - Jack Palance, attore statunitense († 2006)
- 18 febbraio - José de Jesús Pimiento Rodríguez, cardinale e arcivescovo cattolico colombiano († 2019)
- 18 febbraio - Angelo Platania, fumettista italiano († 1989)
- 18 febbraio - Clifford Truesdell, matematico, filosofo e storico della scienza statunitense († 2000)
- 19 febbraio - Pietro Boccabella, giornalista, commediografo e editore italiano († 2005)
- 19 febbraio - Sam Falle, ufficiale e diplomatico inglese († 2014)
- 20 febbraio - Luis Bedoya, politico peruviano († 2021)
- 20 febbraio - Calogero Lauricella, arcivescovo cattolico italiano († 1989)
- 21 febbraio - Eugenio Cantoni, poeta e paroliere italiano († 1940)
- 21 febbraio - Nelson Cenci, scrittore italiano († 2012)
- 21 febbraio - Ernst Plener, calciatore tedesco († 2007)
- 22 febbraio - Mario Bernardo, direttore della fotografia e partigiano italiano († 2019)
- 22 febbraio - Eduards Freimanis, calciatore lettone († 1993)
- 22 febbraio - Gene Gallette, cestista statunitense († 1976)
- 22 febbraio - Carlos Martí, pallanuotista spagnolo († 1999)
- 22 febbraio - Joseph Nissim, imprenditore greco († 2019)
- 22 febbraio - Eddie Snyder, paroliere e compositore statunitense († 2011)
- 23 febbraio - Mario Albertini, politico italiano († 1997)
- 23 febbraio - Johnny Carey, calciatore e allenatore di calcio irlandese († 1995)
- 23 febbraio - Armando William Tamburella, regista italiano († 1999)
- 24 febbraio - Géza Bajári, cestista ungherese († 1986)
- 24 febbraio - Nazario Carlo Bellandi, organista e compositore italiano († 2010)
- 24 febbraio - Dean Cetrulo, schermidore statunitense († 2010)
- 24 febbraio - Bernardo Colombo, statistico italiano († 2012)
- 24 febbraio - Nellie Connally, first lady statunitense († 2006)
- 24 febbraio - Doug McGibbon, calciatore inglese († 2002)
- 25 febbraio - Emilio Ferrari, calciatore italiano
- 25 febbraio - Pietro Garinei, commediografo, regista teatrale e attore italiano († 2006)
- 25 febbraio - Monte Irvin, giocatore di baseball statunitense († 2016)
- 25 febbraio - Ljubo Miloš, funzionario croato († 1948)
- 25 febbraio - Karl Pribram, medico austriaco († 2015)
- 25 febbraio - Clarence Seignoret, politico dominicense († 2002)
- 25 febbraio - Francisco Gomes da Costa, calciatore portoghese († 1987)
- 26 febbraio - Mason Adams, attore statunitense († 2005)
- 26 febbraio - Frank Donovan, calciatore gallese († 2003)
- 26 febbraio - Mark Ertel, cestista statunitense († 2010)
- 26 febbraio - Rie Mastenbroek, nuotatrice olandese († 2003)
- 27 febbraio - Enrico Brustia, calciatore italiano
- 27 febbraio - Chick Halbert, cestista statunitense († 2013)
- 27 febbraio - Roman Haubenstock-Ramati, compositore e editore polacco († 1994)
- 27 febbraio - Mickey McBan, attore statunitense († 1979)
- 27 febbraio - Johnny Pesky, giocatore di baseball statunitense († 2012)
- 27 febbraio - Dante Petri, calciatore italiano
- 28 febbraio - Emilio de Roja, presbitero e partigiano italiano († 1992)
- 28 febbraio - Ladislav Mňačko, scrittore, poeta e drammaturgo slovacco († 1994)